# الرحبة (نعمان)

تعديل مصدري - تعديل

الرحبة هي إحدى قرى عزلة الرحبة بمديرية نعمان التابعة لمحافظة البيضاء، بلغ تعداد سكانها 172 نسمة حسب تعداد اليمن لعام 2004.